# Gradi delle forze armate francesi
I gradi delle forze armate francesi  (Armée de terre, Marine nationale, Armée de l'air e Gendarmerie nationale) così come quelli dei servizi comuni sono identici dal punto di visto statutario e protocollare, poiché sono definiti dallo Statut général des militaires francese. Solo le appellazioni e le insegne cambiano a seconda delle forze, dei servizi e talvolta anche tra le forze in gerarchie particolari.
Il pompieri civili (volontari e professionisti), benché non siano dei militari, hanno dei gradi e delle insegne di grado simili a quelle dell'Armée de terre.

## Gerarchia militare
La gerarchia militare generale è la seguente, dal grado più basso al più alto:
1. - militaires du rang (militari di rango)
2. - sous-officiers e officiers mariniers (sottufficiali e ufficiali naviganti)
3. - officiers (ufficiali)
4. - maréchaux de France e amiraux de France (marescialli di Francia e ammiragli di Francia)

### Tabella comparativa
| Gradi dell'Armée française              | Gradi dell'Armée française                                                                             | NATO                                    | Italia (per riferimento) | Italia (per riferimento)                                                                                                   |
| Marine nationale                        | Armée de terre (AdT) Armée de l'air (AdA) Gendarmerie nationale (GN)                                   | NATO                                    | Esercito Italiano (EI) Aeronautica militare (AMI) Arma dei Carabinieri (CC)                                                                                       | Marina Militare |
| Maréchaux de France e Amiraux de France | Maréchaux de France e Amiraux de France                                                                | Maréchaux de France e Amiraux de France | Maréchaux de France e Amiraux de France | Maréchaux de France e Amiraux de France                                                                                    |
| --------------------------------------- | --- | --------------------------------------- | --- | --- |
| Amiral de France                        | Maréchal de France                                                                                     | OF-10                                   | Generale | Ammiraglio |
| Officiers généraux                      | |                                         | | |
| Amiral                                  | Général d'armée (AdT) Général d'armée aérienne (AdA) Général d'armée GAR (GN)                          | OF-9                                    | Generale di corpo d'armata con incarichi speciali (EI) Generale di squadra aerea con incarichi speciali (AMI) Generale di corpo d'armata comandante generale (CC) | Ammiraglio di squadra con incarichi speciali                                                                               |
| Vice-amiral d'escadre                   | Général de corps d'armée (AdT) Général de corps aérien (AdA) Général de corps d'armée GCA (GN)         | OF-8                                    | Generale di corpo d'armata Generale di squadra aerea (AMI) | Ammiraglio di squadra |
| Vice-amiral                             | Général de division (AdT) Général de division aérienne (AdA) Général de division (GN)                  | OF-7                                    | Generale di divisione Generale di divisione aerea (AMI) | Ammiraglio di divisione |
| Contre-amiral                           | Général de brigade (AdT) Général de brigade aérienne (AdA) Général de brigade (GN)                     | OF-6                                    | Generale di brigata Generale di brigata aerea (AMI) | Contrammiraglio |
| Officiers supérieurs                    | |                                         | | |
| Capitaine de vaisseau                   | Colonel                                                                                                | OF-5                                    | Colonnello | Capitano di vascello |
| Capitaine de frégate                    | Lieutenant-colonel                                                                                     | OF-4                                    | Tenente colonnello | Capitano di fregata |
| Capitaine de corvette                   | Commandant Chef d'escadron (artiglieria, logistica e gendarmeria) Chef de bataillon (fanteria e genio) | OF-3                                    | Maggiore | Capitano di corvetta |
| Officiers subalternes                   | |                                         | | |
| Lieutenant de vaisseau                  | Capitaine                                                                                              | OF-2                                    | Capitano | Tenente di vascello |
| Enseigne de vaisseau 1                  | Lieutenant                                                                                             | OF-1                                    | Tenente | Sottotenente di vascello                                                                                                   |
| Enseigne de vaisseau 2                  | Sous-lieutenant                                                                                        | OF-1                                    | Sottotenente | Guardiamarina |
| Aspirant                                | Aspirant                                                                                               |                                         | Aspirante | Aspirante guardiamarina |
| Élève-officier                          | Élève-officier                                                                                         |                                         | Allievo ufficiale | Allievo ufficiale |
| Sous-officiers e Officiers mariniers    | |                                         | | |
| Major                                   | Major                                                                                                  | OR-9                                    | Primo maresciallo luogotenente Primo maresciallo Maresciallo capo                                                                                                 | Primo maresciallo luogotenente Primo maresciallo Capo di prima classe                                                      |
| Maître principal                        | Adjudant-chef                                                                                          | OR-8                                    | Maresciallo ordinario Maresciallo | Capo di seconda classe Capo di terza classe                                                                                |
| Premier maître                          | Adjudant                                                                                               | OR-7                                    | Sergente maggiore capo Brigadiere capo (CC) | Secondo capo scelto |
| Maître                                  | Sergent-chef Maréchal des logis-chef (GN)                                                              | OR-6                                    | Sergente maggiore Brigadiere (CC) | Secondo capo |
| Second maître                           | Sergent Maréchal des logis (GN)                                                                        | OR-5                                    | Sergente Vice brigadiere (CC) | Sergente |
| Élève sous-officier                     | Élève sous-officier Élève-gendarme (GN)                                                                |                                         | | |
| Militaires du rang                      | |                                         | | |
| Quartier-maître de 1ère classe          | Caporal-chef Brigadier-chef (GN)                                                                       | OR-4                                    | Caporal maggiore capo scelto Caporal maggiore capo Caporal maggiore scelto Primo caporal maggiore Caporal maggiore                                                | Sottocapo di prima classe scelto Sottocapo di prima classe Sottocapo di seconda classe Sottocapo di terza classe Sottocapo |
| Quartier-maître de 2e classe            | Caporal Brigadier (GN)                                                                                 | OR-3                                    | Caporale (EI) Aviere scelto (AMI) | Comune di prima classe |
| Matelot breveté                         | Soldat de 1ère classe Aviateur de 1ère classe Gendarme Adjoint de 1ère classe                          | OR-2                                    | Soldato (EI) Aviere (AMI) Allievo carabiniere (CC) | Comune di seconda classe                                                                                                   |
| Matelot                                 | Soldat de 2ème classe Aviateur de 2e classe Gendarme Adjoint de 2e classe                              | OR-1                                    | Soldato (EI) Aviere (AMI) Allievo carabiniere (CC) | Comune di seconda classe                                                                                                   |
| fonte: NATO Rank Codes - 1992           | |                                         | | |

## Marescialli
I titoli di Maréchal de France e Amiral de France (maresciallo di Francia e ammiraglio di Francia) vengono concessi come distinzione, più che come grado. Si distinguono per le sette stelle e il bastone.
Esempi famosi e recenti comprendono i marescialli Joseph Joffre, Ferdinand Foch, Jean de Lattre de Tassigny, Alphonse Juin, Philippe Leclerc de Hauteclocque e Marie Pierre Koenig.

Un esempio tristemente famoso è quello di Philippe Pétain, che divenne famoso come Maresciallo Pétain, e mantenne il suo titolo anche dopo essere stato processato e imprigionato e dopo essere stato spogliato degli altri titoli e posizioni.

L'ultimo ammiraglio di Francia fu François Thomas Tréhouart nel 1869.

Nel 1939, François Darlan fu insignito del titolo di Amiral de la Flotte (Ammiraglio della flotta), questa denominazione, creata appositamente per lui, non è né una dignità né un grado e non corrisponde ad Amiral de France; è piuttosto una funzione creata per lui, in quanto capo della Marine, per dotarlo di un rango più elevato sulla scena internazionale.

## Armée de terre

### Ufficiali
| NATO | Grado                                                 | Appellativo                            | Unità comandata | Distintivo |
| ---- | ----------------------------------------------------- | -------------------------------------- | --------------- | ---------- |
| OF-9 | Général d'armée (generale)                            | mon général o général (se è una donna) | armata          |            |
| OF-8 | Général de corps d'armée (generale di corpo d'armata) | mon général o général (se è una donna) | corpo d'armata  |            |
| OF-7 | Général de division (generale di divisione)           | mon général o général (se è una donna) | divisione       |            |
| OF-6 | Général de brigade (generale di brigata)              | mon général o général (se è una donna) | brigata         |            |

| NATO | Grado | Appellativo                                  | Unità comandata                | Distintivo |
| ---- | --- | -------------------------------------------- | ------------------------------ | ---------- |
| OF-5 | Colonel (colonnello) | mon colonel o colonel (se è una donna)       | reggimento                     |            |
| OF-4 | Lieutenant-colonel (tenente colonnello) | mon colonel o colonel (se è una donna)       | reggimento                     |            |
| OF-3 | Commandant (maggiore) chef de bataillon nella fanteria, nel genio e nelle trasmissioni chef d'escadrons nella cavalleria chef d'escadron nell'artiglieria o nei trasporti e materiali (train) chef d'escadrille nell'ALAT | mon commandant o commandant (se è una donna) | battaglione o gruppo squadroni |            |

| NATO | Grado                              | Appellativo                                  | Unità comandata                                                           | Distintivo |
| ---- | ---------------------------------- | -------------------------------------------- | ------------------------------------------------------------------------- | ---------- |
| OF-2 | Capitaine (capitano)               | mon capitaine o capitaine (se è una donna)   | Compagnia, squadrone, batteria o squadriglia                              |            |
| OF-1 | Lieutenant (tenente)               | mon lieutenant o lieutenant (se è una donna) | sezione o plotone                                                         |            |
| OF-1 | Sous-lieutenant (sottotenente)     | mon lieutenant o lieutenant (se è una donna) | sezione o plotone                                                         |            |
|      | Aspirant (aspirante)               | mon lieutenant o lieutenant (se è una donna) | sezione o plotone                                                         |            |
|      | Élève-officier (allievo ufficiale) | mon lieutenant o lieutenant (se è una donna) | Allievo nella scuola: Polytechnique, ESM, EMIA, EMCTA, EMSAM, EOFIA, EOR. |            |

### Sottufficiali
| NATO | Grado                                                                            | Appellativo                                        | Unità comandata                                | Distintivo |
| ---- | -------------------------------------------------------------------------------- | -------------------------------------------------- | ---------------------------------------------- | ---------- |
| OR-9 | Major (primo maresciallo)                                                        | major                                              | sezione o plotone                              |            |
| OR-8 | Adjudant-chef (maresciallo)                                                      | mon adjudant chef o adjudant chef (se è una donna) | sezione o plotone                              |            |
| OR-7 | Adjudant (sergente maggiore capo)                                                | mon adjudant o adjudant (se è una donna)           | sezione o plotone                              |            |
| OR-6 | Sergent-chef (sergente maggiore) Maréchal des logis-chef (nelle unità a cavallo) | chef                                               | squadra e aiutante a capo di sezione o plotone |            |
| OR-5 | Sergent (sergente) Maréchal des logis (nelle unità a cavallo)                    | sergent maréchal des logis                         | squadra                                        |            |
|      | Élève sous-officier (allievo sottufficiale)                                      | élève sous-officier                                | Allievo nella scuola: ENSOA                    |            |

### Militari di rango
| NATO | Grado | Appellativo              | Unità comandata                                                | Distintivo |
| ---- | --- | ------------------------ | -------------------------------------------------------------- | ---------- |
| OR-4 | Caporal-chef de première classe (caporale capo di prima classe) Distinzione creata nel 1999                       | caporal-chef             | Trinomio, eventualmente squadra, e aggiunto al capo del gruppo |            |
| OR-4 | Caporal-chef (caporale capo) Brigadier-chef (nelle unità a cavallo)                                               | caporal-chef             | Trinomio, eventualmente squadra, e aggiunto al capo del gruppo |            |
| OR-3 | Caporal (caporale) Brigadier (nelle unità a cavallo)                                                              | caporal                  | Trinomio nella fanteria                                        |            |
| OR-2 | Soldat de première classe (soldato di prima classe) Ufficialmente, si tratta di una distinzione e non di un grado | soldat o première classe | Nessun comando (salvo casi speciali)                           |            |
| OR-1 | Soldat (soldato)                                                                                                  | soldat                   | Nessun comando                                                 |            |

## Marine nationale

### Ufficiali
| NATO | Grado                                         | Appellativo | Distintivo |
| ---- | --------------------------------------------- | ----------- | ---------- |
| OF-9 | Amiral (ammiraglio)                           | Amiral      |            |
| OF-8 | Vice-amiral d'escadre (ammiraglio di squadra) | Amiral      |            |
| OF-7 | Vice-amiral (ammiraglio di divisione)         | Amiral      |            |
| OF-6 | Contre-amiral (contrammiraglio)               | Amiral      |            |

| NATO | Grado                                        | Appellativo | Distintivo |
| ---- | -------------------------------------------- | ----------- | ---------- |
| OF-5 | Capitaine de vaisseau (capitano di vascello) | Commandant  |            |
| OF-4 | Capitaine de frégate (capitano di fregata)   | Commandant  |            |
| OF-3 | Capitaine de corvette (capitano di corvetta) | Commandant  |            |

| NATO | Grado                                                                                 | Appellativo | Distintivo |
| ---- | ------------------------------------------------------------------------------------- | ----------- | ---------- |
| OF-2 | Lieutenant de Vaisseau (LV) (tenente di vascello)                                     | Capitaine   |            |
| OF-1 | Enseigne de vaisseau de première classe (EV1) (insegna di vascello di prima classe)   | Lieutenant  |            |
| OF-1 | Enseigne de vaisseau de deuxième classe (EV2) (insegna di vascello di seconda classe) | Lieutenant  |            |
|      | Aspirant (ASP) (aspirante)                                                            | Lieutenant  |            |
|      | Elève officier (EO) (allievo ufficiale)                                               | Monsieur    |            |

### Sottufficiali
| NATO | Grado                                          | Appellativo      | Distintivo |
| ---- | ---------------------------------------------- | ---------------- | ---------- |
| OR-9 | Major (MAJ) (capo di prima classe)             | Major            |            |
| OR-8 | Maître principal (MP) (capo di seconda classe) | Maître principal |            |
| OR-7 | Premier maître (PM) (secondo capo scelto)      | Premier maître   |            |

| NATO | Grado                                 | Appellativo     | Distintivo |
| ---- | ------------------------------------- | --------------- | ---------- |
| OR-6 | Maître (MT) (secondo capo)            | Maître          |            |
| OR-5 | Second maître (SM) (sergente)         | Second maître   |            |
|      | Maistrancier (QMA) (quartiermastro)   | Quartier-maître |            |
|      | Élève maistrancier (allievo sergente) | Quartier-maître |            |

### Equipaggio
| NATO | Grado                                                                       | Appellativo     | Distintivo |
| ---- | --------------------------------------------------------------------------- | --------------- | ---------- |
| OR-4 | Quartier-maître de première classe (QM1) (quartiermastro di prima classe)   | Quartier-maître |            |
| OR-3 | Quartier-maître de deuxième classe (QM2) (quartiermastro di seconda classe) | Quartier-maître |            |
| OR-2 | Matelot (MOT) (marinaio di prima classe)                                    | Matelot         |            |
| OR-1 | Matelot (marinaio di prima classe)                                          | Matelot         |            |

## Armée de l'air

### Ufficiali
| NATO | Grado                                                                       | Appellativo                            | Unità comandata | Distintivo |
| ---- | --------------------------------------------------------------------------- | -------------------------------------- | --------------- | ---------- |
| OF-9 | Général d'armée aérienne (generale di squadra aerea con incarichi speciali) | mon général o général (se è una donna) | armata          |            |
| OF-8 | Général de corps aérien (generale di squadra aerea)                         | mon général o général (se è una donna) | corpo d'armata  |            |
| OF-7 | Général de division aérienne (generale di divisione aerea)                  | mon général o général (se è una donna) | divisione       |            |
| OF-6 | Général de brigade aérienne (generale di brigata aerea)                     | mon général o général (se è una donna) | brigata         |            |

| NATO | Grado                                   | Appellativo                                  | Unità comandata      | Distintivo |
| ---- | --------------------------------------- | -------------------------------------------- | -------------------- | ---------- |
| OF-5 | Colonel (colonnello)                    | mon colonel o colonel (se è una donna)       | reggimento escadre   |            |
| OF-4 | Lieutenant-colonel (tenente colonnello) | mon colonel o colonel (se è una donna)       | reggimento groupe    |            |
| OF-3 | Commandant (maggiore)                   | mon commandant o commandant (se è una donna) | battaglione escadron |            |

| NATO | Grado                              | Appellativo                                  | Unità comandata                                                 | Distintivo |
| ---- | ---------------------------------- | -------------------------------------------- | --------------------------------------------------------------- | ---------- |
| OF-2 | Capitaine (capitano)               | mon capitaine o capitaine (se è una donna)   | squadriglia escadrille                                          |            |
| OF-1 | Lieutenant (tenente)               | mon lieutenant o lieutenant (se è una donna) | sezione patrouille                                              |            |
| OF-1 | Sous-lieutenant (sottotenente)     | mon lieutenant o lieutenant (se è una donna) |                                                                 |            |
|      | Aspirant (aspirante)               | mon lieutenant o lieutenant (se è una donna) |                                                                 |            |
|      | Élève-officier (allievo ufficiale) | mon lieutenant o lieutenant (se è una donna) | Allievo nella scuola: École de l'air, École militaire de l'air. |            |

### Sottufficiali
| NATO | Grado                                         | Appellativo                                        | Unità comandata              | Distintivo |
| ---- | --------------------------------------------- | -------------------------------------------------- | ---------------------------- | ---------- |
| OR-9 | Major (maresciallo di prima classe)           | major                                              |                              |            |
| OR-8 | Adjudant-chef (maresciallo di seconda classe) | mon adjudant chef o adjudant chef (se è una donna) |                              |            |
| OR-7 | Adjudant (sergente maggiore capo)             | mon adjudant o adjudant (se è una donna)           |                              |            |
| OR-6 | Sergent-chef (sergente maggiore)              | chef                                               |                              |            |
| OR-5 | Sergent (sergente)                            | sergent                                            |                              |            |
|      | Élève sous-officier (allievo sottufficiale)   | élève sous-officier                                | Allievo nella scuola: EFSOAA |            |

### Militari di rango
| NATO | Grado                                | Appellativo  | Unità comandata | Distintivo |
| ---- | ------------------------------------ | ------------ | --------------- | ---------- |
| OR-4 | Caporal-chef (aviere capo)           | caporal-chef |                 |            |
| OR-3 | Caporal (aviere scelto)              | caporal      |                 |            |
| OR-2 | Aviateur de première classe (aviere) | aviateur     |                 |            |
| OR-1 | Aviateur (aviere)                    | aviateur     |                 |            |